# Ptychodactis
Ptychodactis (Appellöf, 1893), anche conosciuto come Phychodactis, è un genere di celenterati antozoi dell'ordine Actiniaria. È l'unico genere della famiglia Ptychodactinidae nella superfamiglia Actinioidea..
In passato la famiglia Ptychodactinidae (conosciuta anche come Ptychodactiidae), apparteneva all'ordine Ptychodactiaria degli esacoralli, che è stato successivamente rimosso e inserito come sottordine nelle Actiniaria con il nome Ptychodacteae. Nel 2014 uno studio ha semplificato l'ordine Actiniaria portando alla eliminazione di alcuni sottordine e pertanto le famiglie appartenenti alle Ptychodacteae sono state assorbite dal sottordine Enthemonae..

## Descrizione
Le specie di questo genera hanno il corpo a forma di colonna liscia senza escrescenze. I tentacoli sono numerosi, circa 100-120, semplici e non retrattili, increspati longitudinalmente, almeno in esemplari conservati. I gameti si sviluppano prossimalmente ai filamenti su tutti i mesenteri. Hanno fino a cinque cicli di mesenteri; quelli del primo e del secondo ciclo sono completati. Un muscolo divaricatore debole per mesentere. Muscolo sfintere assente.  La faringe non ha scanalature longitudinali pronunciate e non differisce dal disco orale. Sifonoglifo assente. Nematocisti di tipo spirocisti e atriche.

## Tassonomia
Secondo il World Register of Marine Species (WORMS), il genere è composto da due specie:
- Ptychodactis aleutiensis Eash-Loucks, Jewett, Fautin, Hoberg & Chenelot, 2010
- Ptychodactis patula Appellöf, 1893